# Наджим Хайдарі
Абдул Наджим Хайдарі (Дарі: عبدالنجم حیدری / англ. Najim Haidary; нар. 26 грудня 1999, Кабул, Афганістан) — афганський та нідерландський футболіст, захисник нідерландського АСВХ та національної збірної Афганістану.

## Клубна кар'єра
До 2018 року виступав за молодіжну команду «Ексельсіора» (Роттердам), після чого перейшов до «Барендрехт». У футболці вище вказаного клубу дебютував 24 листопада 2018 року в програному (0:3) домашньому поєдинку 13-го туру Тведедивізі проти АФК. Наджим вийшов на поле на 62-й хвилині, замінивши Бурака Догана. Зіграв 3 матчі за першу команду «Барендрехта». У 2019 році перейшов до «Ден Босха», де виступав за другу команду вище вказаного клубу. Починаючи з сезону 2020/21 років перебував у заявці першої команди «Ден Босха», але так і не зіграв за неї жодного офіційного матчу.
31 січня 2022 року перейшов в АСВХ. У футболці нового клубу дебютував 12 лютого 2022 року в переможному (3:1) домашньому поєдинку 13-го туру Тведедивізі проти ГВВВ. Хайдарі вийшов на поле в стартовому складі, на 89-й хвилині отримав жовту картку, а на 90+2-й хвилині його замінив Петер Вергов.

## Кар'єра в збірній
Отримав виклик до олімпійської збірної Афганістану в матчі кваліфікації молодіжного кубку Азії в Катарі, де провів 3 матчі. У 2018 та 2019 році тренувався разом з національною збірною Афганістану. Перший виклик до національної команди отримав на товариський матч проти Таджикистану. У вище вказаному поєдинку вийшов на поле в стартовому складі та відіграв усі 90 хвилин, допоміг Афганістану зіграти внічию (1:1). У матчах кваліфікації чемпіонату світу 2022 та кубку Азії 2023 років став основним захисником національної збірної.

## Статистика виступів

### Клубна
| Клуб              | Сезон             | Ліга              | Ліга  | Ліга | Кубок | Кубок | Інші  | Інші | Загалом | Загалом |
| Клуб              | Сезон             | Дивізіон          | Матчі | Голи | Матчі | Голи  | Матчі | Голи | Матчі   | Голи    |
| ----------------- | ----------------- | ----------------- | ----- | ---- | ----- | ----- | ----- | ---- | ------- | ------- |
| «Барендрехт»      | 2018–19           | Тведедивізі       | 3     | 0    | 0     | 0     | 0     | 0    | 3       | 0       |
| «Ден Босх»        | 2019–20           | Еерстедивізі      | 0     | 0    | 0     | 0     | 0     | 0    | 0       | 0       |
| «Ден Босх»        | 2020–21           | Еерстедивізі      | 0     | 0    | 0     | 0     | 0     | 0    | 0       | 0       |
| «Ден Босх»        | 2021–22           | Еерстедивізі      | 0     | 0    | 0     | 0     | 0     | 0    | 0       | 0       |
| АСВХ              | 2022              | Тведедивізі       | 1     | 0    | 0     | 0     | 0     | 0    | 1       | 0       |
| Усього за кар'єру | Усього за кар'єру | Усього за кар'єру | 4     | 0    | 0     | 0     | 0     | 0    | 4       | 0       |

Коментарі

### У збірній

#### По матчах
Станом на 16 червня 2020
| Національна збірна | Рік     | Матчі | Голи |
| ------------------ | ------- | ----- | ---- |
| Афганістан         | 2019    | 4     | 0    |
| Загалом            | Загалом | 4     | 0    |

| Дата       | Місто   | Господарі   | Результат | Гості | Турнір            | Голи | Примітки |
| ---------- | ------- | ----------- | --------- | --- | ----------------- | ---- | -------- |
| 7-6-2019   | Душанбе | Таджикистан | 1 – 1     | Афганістан                                                                                               | товариський матч  | -    |          |
| 5-9-2019   | Доха    | Катар       | 6 – 0     | Афганістан                                                                                               | Відбір до ЧС 2022 | -    |          |
| 10-9-2019  | Душанбе | Афганістан  | 1 – 0     | Бангладеш                                                                                                | Відбір до ЧС 2022 | -    |          |
| 10-10-2019 | Маскат  | Оман        | 3 – 0     | Афганістан                                                                                               | Відбір до ЧС 2022 | -    | 93'      |
| 3-6-2021   | Доха    | Бангладеш   | 1 – 1     | Афганістан                                                                                               | Відбір до ЧС 2022 | -    | 85'      |
| 15-06-2021 | Доха    | Індія       | 1 – 1     | [[Файл:Шаблон:Прапор AFG1\|20x13px\|AFG1\|link=]] [[Збірна Шаблон:Назва країни РВ AFG1 з футболу\|AFG1]] | Відбір до ЧС 2022 | -    | 83'      |
| Усього     |         | Матчів      | 6         | | Голів             | 0    |          |